# 熊谷俊行
熊谷 俊行（くまがい としゆき、1957年（昭和32年）11月25日 - ）は、日本の実業家、銀行家。京葉銀行代表取締役頭取。第二地方銀行協会会長。

## 来歴・人物
千葉県市川市出身。東京理科大学理学部応用数学科卒業。1981年に千葉相互銀行（現京葉銀行）入行し、馬込沢や浦安の支店長や営業企画部、経営企画部を経て2009年に京葉銀行の取締役に就任する。2016年に小島信夫の後任として代表取締役頭取に就任した。
2018年6月に第二地方銀行協会会長に就任し、2019年6月まで勤めた。

## 略歴
- 1981年（昭和56年）
  - 5月 千葉相互銀行（現在の京葉銀行）入行
- 1998年（平成10年）
  - 3月 営業企画部営業企画課長
- 2002年（平成14年）
  - 6月 馬込沢支店長
- 2004年（平成16年）
  - 6月 浦安支店長
- 2006年（平成18年）
  - 2月 総合企画部副部長兼総合企画グループリーダー
- 2007年（平成19年）
  - 4月 経営企画部長兼経営企画グループリーダー
- 2008年（平成20年）
  - 6月 経営企画部長
- 2009年（平成21年）
  - 6月 取締役経営企画部長
- 2012年（平成24年）
  - 6月 常務取締役経営企画部長
- 2014年（平成26年）
  - 6月 専務取締役
- 2016年（平成28年）
  - 6月 取締役頭取(現職)[3]
- 2018年（平成30年）
  - 6月 第二地方銀行協会会長